# Ignazio Roero Sanseverino
Ignazio Roero di Sanseverino (Torino, 7 luglio 1704 – Novara, 10 settembre 1756) è stato un vescovo cattolico italiano.

## Biografia
Ignazio Roero di Sanseverino nacque a Torino il 7 luglio 1704 da una nobile famiglia dell'aristocrazia locale; era imparentato con uno dei suoi predecessori alla cattedra episcopale novarese, il vescovo Bernardino Ignazio Roero di Cortanze.
Intrapresa la carriera ecclesiastica, divenne Canonico a Torino e poi Governatore della Sabina (1738), di Città di Castello (1739) e di Fano (1741).
Il 15 luglio 1748 venne nominato vescovo ordinario della diocesi di Novara, per interessamento personale di Benedetto XIV.
Morì a Novara il 10 settembre 1756, all'età di 52 anni, e venne sepolto nella Basilica di San Gaudenzio.

## Genealogia episcopale
La genealogia episcopale è:
- Cardinale Scipione Rebiba
- Cardinale Giulio Antonio Santori
- Cardinale Girolamo Bernerio, O.P.
- Arcivescovo Galeazzo Sanvitale
- Cardinale Ludovico Ludovisi
- Cardinale Luigi Caetani
- Cardinale Ulderico Carpegna
- Cardinale Paluzzo Paluzzi Altieri degli Albertoni
- Papa Benedetto XIII
- Cardinale Carlo Alberto Guidobono Cavalchini
- Vescovo Ignazio Roero Sanseverino